# 왕만리
왕만리(중국어 간체자: 王曼丽, 정체자: 王曼麗, 1973년 3월 17일 ~ )는 중화인민공화국의 여자 스피드스케이팅 선수이다.
헤이룽장성 출신이며, 단거리 종목 전문 선수로 활약했다. 20대 후반에 국제 무대에서 상위권에 들기 시작하여 30대에 여자 단거리의 세계적인 선수로 활약했다. 2002년 ~ 2003년 시즌부터 세계 상위권에 올랐으며, 500m에 주력하여 2003년 동계 아시안 게임 금메달, 세계 종목별 선수권 대회에서 은메달을 획득했으며, 세계 종목별 선수권 대회에서 2004년, 2005년 금메달을 땄다. 월드컵 시리즈에서 2004년, 2005년 종합 우승을 차지했다. 2006년 토리노 동계올림픽 500m 은메달을 딴 후 은퇴했다.